# Kadencja (harmonia)
Kadencja harmoniczna (od łac. cadere „opadać”) – połączenie akordów mające charakter „interpunkcji” muzycznej. Kadencje mogą stanowić wyraziste zakończenie odcinka utworu muzycznego, jego części lub całości. Jednak mogą również przyjmować formę zatrzymania narracji, znaku zapytania, przecinka lub zaskakującej zmiany. 
Zależnie od zawartości harmonicznej wyróżnia się różne rodzaje kadencji:
- kadencje doskonałe:
  - wielka doskonała: (°)S – D – (°)T. Zazwyczaj używana jako jasne zakończenie.
  - mała doskonała: D – (°)T.

- kadencja plagalna (zwana też kadencją kościelną): (°)S – (°)T.
- kadencja eolska: ° D – ° T.
- kadencja dorycka: + S – ° T lub + S – D – ° T.

- kadencje zawieszone:
  - kadencja zawieszona (nazywana kadencją niepełną lub półkadencją): (°)S – D lub (°)T – D. Daje efekt zawieszenia, oddziela dwa zdania muzyczne.
  - kadencja frygijska: °S – D.

- kadencje zwodnicze:
  - D – (°)TVI, w której dominanta rozwiązuje się na tonikę szóstego stopnia. Jak na to wskazuje nazwa, po dominancie naturalnie oczekiwana jest tonika, natomiast następstwo toniki szóstego stopnia daje efekt zaskoczenia.
  - D – (°)TIII – jak wyżej; rozwiązanie na mediantę górną jest jednak zdecydowanie rzadsze od rozwiązania na mediantę dolną.
- kadencja pikardyjska: D – °T³. Wykorzystywana najczęściej w baroku, możliwa tylko w tonacjach molowych; dominanta rozwiązuje się na tonikę z tercją pikardyjską (tercją podwyższoną), co brzmi durowo. Nie należy tego nazywać toniką durową, gdyż w trybie molowym pojęcie toniki durowej nie istnieje.
- kadencja neapolitańska: °SII obn. – D – (°)T.

Kadencje ogółem można jeszcze klasyfikować podług rozmiaru:
- kadencja wielka: trzy bądź więcej akordów
- kadencja mała: dwa akordy.

Kadencje doskonałe mogą różnić się pod względem mocy, tzn. wyrazistości harmonicznej. Mocna kadencja występuje wówczas, gdy D i następująca po niej T są akordami bez przewrotu i dodatkowo kończąca tonika w najwyższym głosie zawiera prymę. Każde odstępstwo od tych zasad, np. użycie akordów w przewrotach czy użycie opóźnień składników akordu w kończącej tonice daje w efekcie kadencję słabszą harmonicznie.
Dodatkowo wydziela się jeszcze kadencje rozszerzone, czyli kadencje (najczęściej wielkie) z opóźnieniem w dominancie.
Kadencje są nieraz bardzo rozbudowane, zwłaszcza w większych formach, jak symfonia, koncert. Często improwizowane w oparciu o wybraną kadencję harmoniczną polegały na popisie wirtuozerii solisty, podczas gdy orkiestra milkła. Potem stały się integralną częścią kompozycji, rozpisaną przez kompozytora nuta po nucie. Pojawiły się w baroku, razem z koncertem solowym i rozwijały równolegle z rozwojem skrzypiec i ich doskonaleniem przez włoskich mistrzów lutnictwa (Stradivari, Amati). Wirtuozeria taka była wówczas bardzo pożądana, wynikała bowiem z zamiłowania publiczności do opery i równie wirtuozowskich arii da capo, improwizowanych na podobnej zasadzie.